# Notband
Ein Notband ist ein alternativer Sendeinhalt, der von Fernseh- und Radiosendern eingesetzt wird, um bei Sendeunterbrechungen weiterhin ein Programm senden zu können. Die Unterbrechungen können technischer Natur (z. B. Technikausfall im Aufnahmestudio) oder inhaltlich bedingt (z. B. Notfall in einer Live-Sendung) sein. Der Name leitet sich von den anfangs bereitgehaltenen Ton- oder Videobändern ab.
Durch ein Notband lassen sich kurzfristige Unterbrechungen überbrücken („Es geht gleich weiter …“) oder ein starker Verlust an Zuschauern bzw. Zuhörern vermeiden. Weiterhin kann, etwa bei einem Unglück während einer Live-Übertragung, die Privatsphäre der Betroffenen gewahrt werden. Ein bekanntes Beispiel ist der Unfall des Wettkandidaten Samuel Koch in der Fernsehsendung „Wetten, dass..?“, wo nach dem Unfall Musikauftritte von vergangenen Sendungen liefen.